# Município de Bay (condado de Ottawa, Ohio)
Localização do Ohio nos E.U.A.
O município de Bay (em inglês: Bay Township) é um município localizado no condado de Ottawa no estado estadounidense de Ohio. No ano 2010 tinha uma população de 1458 habitantes e uma densidade populacional de 25,77 pessoas por km².

## Geografia
O município de Bay encontra-se localizado nas coordenadas 41° 29′ 01″ N, 83° 00′ 59″ O. Segundo o Departamento do Censo dos Estados Unidos, o município tem uma superfície total de 56.58 km², da qual 41,83 km² correspondem a terra firme e (26,07 %) 14,75 km² é água.

## Demografia
Segundo o censo de 2010, tinha 1458 pessoas residindo no município de Bay. A densidade de população era de 25,77 hab./km².